# 孔雀增四
印第安座β，又名CP-58 7788，HD 198700、SAO 246784、HR 7986，是印第安座的一颗恒星，视星等为3.65，位于銀經338.16，銀緯-38.85，其B1900.0坐标为赤經20h 46m 59.8s，赤緯-58° -38.85′ 53″。
该星质量接近7个太阳质量，是一个橙色的亮巨星。总辐射波段亮度达到太阳的2000倍，表面温度约为4450K，呈现出类似大角星的橙黄色。该星已经进入红巨星阶段，直径估计超过75倍太阳直径，并将进一步膨胀。该星年龄预计只有5000万年，由于质量较大，因此迅速演化。